# José Garnelo i Alda
José Garnelo i Alda (Énguera, Canal de Navarrés, 1866 - Montilla, Andalusia, 1944) fou un pintor valencià.

## Biografia
Fill de José Ramón Garnelo Gonzálvez. Es va establir amb la seva família a Montilla quan tenia dos anys. Va estudiar lletres a la Universitat de Sevilla, però abandonà la carrera per ingressar a l'Escola Superior de Belles Arts de Sevilla. L'any 1885 es va traslladar a Madrid on va continuar els seus estudis a l'Academia de Bellas Artes de San Fernando, on fou deixeble de Carlos Luis de Ribera, Dóscoro Puebla i Casto Plasencia.
L'any 1888 va obtenir una beca per anar a estudiar pintura històrica, i va marxar juntament amb Joaquín Sorolla, José Villegas Cordero i el seu germà Manuel, entre d'altres.

### Viatges i exposicions
Va viatjar moltes vegades per diverses ciutats europees. Va exposar en nombrosos països, on destaquen les exposicions realitzades a Chicago, París, Londres, Berlín, Barcelona i Madrid. La seva darrera exposició en vida tingué lloc l'any 1942 a Barcelona. Posteriorment s'han dut a terme exposicions a Madrid (1964), Còrdova (1972), itinerant Madrid-Enguera-Montilla (1976), Madrid i Sevilla (1984), Còrdova (1984,1985,1997).
Des de l'any 2000 una part de la seva obra està exposada en el Museo Garnelo de Montilla.

## Estil i influències
La seva obra està a cavall de dos segles, per la qual cosa va rebre influències de diferents estils, tot i així mai abandonà el naturalisme. En les seves obres predomina la composició, el color i el moviment. En alguns dels seus quadres s'hi aprecien tendències impressionistes, seguint la línia de Sorolla.

## Obra
La seva obra és molt extensa i variada. A banda de les mencionades obres en les que hi predomina el color i la composició, va pintar retrats com Pepita Sevilla, en el Museu de València, Gonzalo Bilbao, en el Museu de Belles Arts de Sevilla; de la família reial espanyola, destaquen dos retrats d'Alfons XIII conservats al Museu Espanyol d'Art Contemporani i al Palau d'Aranjuez.
Fou l'encarregat de la restauració i l'acabament del Cor de l'Església de Sant Francesc el Gran de Madrid. També va restaurar els sostres del Casón del Buen Retiro, va pintar els murals de l'antic convent de Salesas de Madrid i la sala del palau de la Infanta Isabel.
Un altre dels seus quadres importants és Primer Homenaje a Cristóbal Colón (1892) que es troba al Museu Naval de Madrid, segurament el va pintar per presentar-lo a la commemoració del IV Centenari del Descobriment de 1892.
En la seva última exposició va presentar els olis Las tres Gracias i Alma Española.
Acostumava a passar períodes de vacances a la localitat on havia transcorregut la seva infància, Montilla. Allà va realitzar obres importants:
- Els fescos de la capella de l'asil d'ancians desamparats i en algunes cases del municipi.
- El milagro de San Francisco Solano i El Apostolario, obres que estan exposades a l'església parroquial de Santiago de Montilla (1929).
- Algunes de les seves obres es poden veure en el Museu Garnelo, inaugurat l'any 2000.[4]

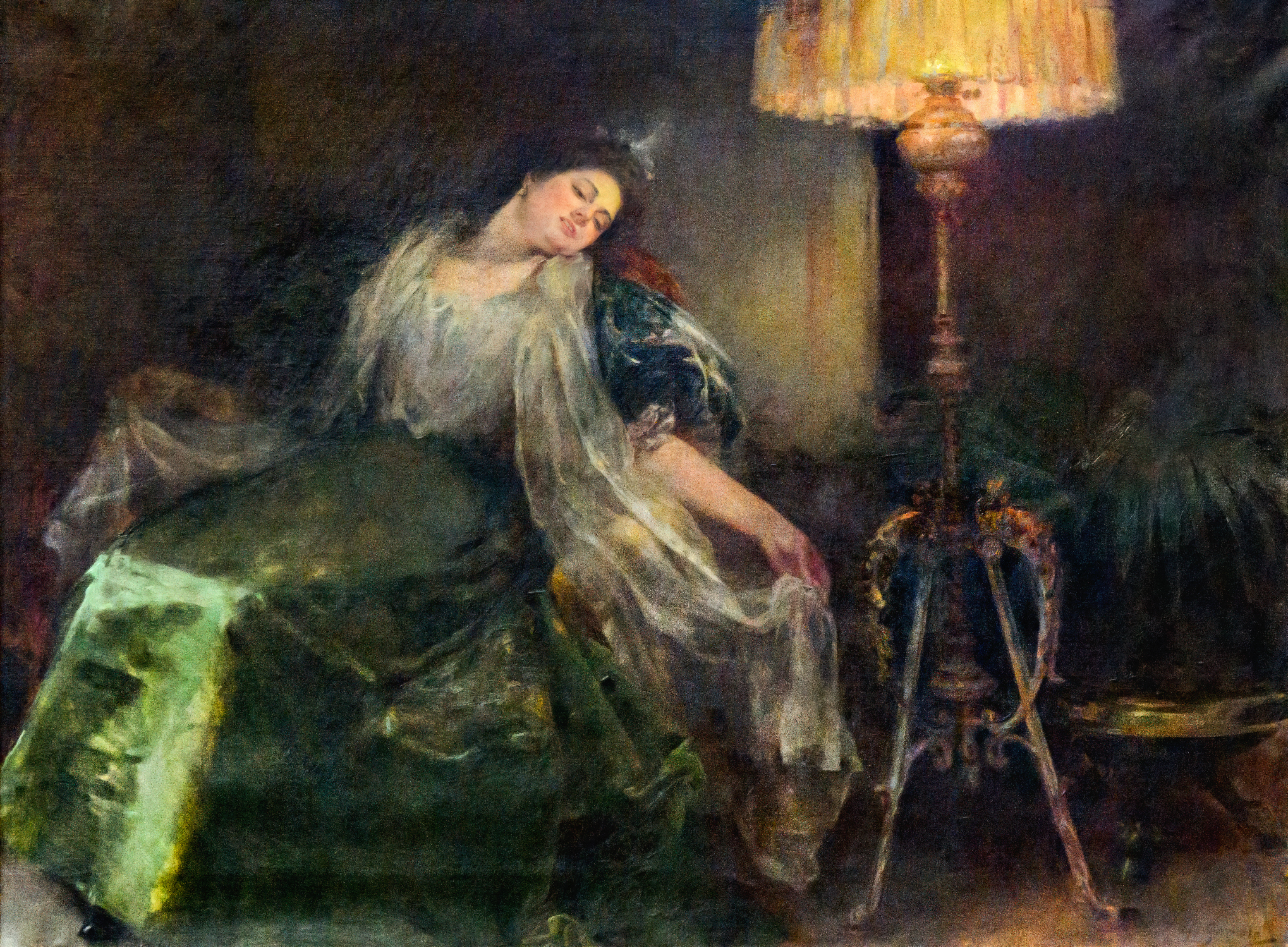
Dona adormida - Museu Nacional d'Art de Catalunya

## Premis i reconeixements
- 1877 Guanyà la segona medalla a l'Exposició Nacional de Belles Arts amb l'obra La muerte de Lucano
- 1890 Guanyà la segona medalla a l'Exposició Nacional amb l'obra Duelo interrumpido
- 1892 Guanyà la primera medalla a l'Exposició Nacional amb l'obra Cornelia
- 1892 Guanyà la primera medalla a l'Exposició Internacional de Belles Arts, organitzada per a commemorar el quart centenari del descobriment d'Amèrica, amb l'obra Los primeros homenajes del nuevo mundo a Colón
- 1893 Guanyà la primera medalla a l'Exposició de Bilbao amb l'obra Magadalena
- 1894 Guanyà el concurs organitzat per la Real Academia de Bellas Artes de San Fernando de Madrid amb l'obra Cultura española a través de los tiempos
- 1896 Va obtenir la manció d'Honor al saló de París amb l'obra Montecarlo
- 1897 Guanyà una segona medalla amb l'obra Lourdes
- 1901 Va obtenir la primera medalla amb l'obra Manantial de amor
- 1910 Li van concedir la medalla d'or a l'Exposició Nacional de València amb l'obra La Salve en la gruta de Lourdes i ¡Quién supiera escribir!

## Càrrecs i distincions
- 1893 Fou nomenat professor de l'Escola de Belles Arts de Saragossa
- 1895 Va passar a l'escola de Belles Arts de Càdis, i després a la de Barcelona on fou professor d'artistes deixebles seus com Picasso.
- 1899 Va obtenir la Càtedra de Dibujo del antiguo y ropajes de la Escuela de San Fernando de Madrid.
- 1912 Va ingressar a la Real Academia de Bellas Artes de San Fernando
- 1915 Fou nomenat subdirector del Museo del Prado
- 1936 Fou director de la Academia Española de Roma

Obtingué molts honors oficials, entre els quals destaquen el de Caballero de la Real Orden de Carlos III (1892), Comendador de número de la orden de Alfonso XIII (1902)y pintor de la Corona, oficial de l'ordre de Leopoldo II de Bèlgica (1910), la Creu de la Legió d'Honor francesa...